# Diocese de Zárate-Campana
A Diocese de Zárate-Campana (Dioecesis Zaratensis-Campanensis) é uma circunscrição eclesiástica da Igreja Católica sediada em Campana, na província argentina de Buenos Aires. Foi erigida em 27 de março de 1976. Seu atual bispo é Pedro María Laxague que governa a diocese desde 2015. Sua sé episcopal é a Catedral de Santa Florentina, que se encontra na cidade de Campana, que compartilha a função com a Co-Catedral da Natividade do Senhor, em Belén de Escobar. 
Possui 35 paróquias assistidas por 88 sacerdotes e cerca 90,7% da população jurisdicionada é batizada.

## História
A Diocese de Zárate-Campana foi criada através da bula Qui conselho divino do Papa Paulo VI em 27 de março de 1976.
Seu primeiro bispo foi Alfredo Mario Esposito Castro, escolhido em 21 de Abril de 1976. Foi ordenado bispo e tomou posse em 4 de julho de 1976. Renunciou por motivos de saúde 18 de dezembro de 1991.
O segundo bispo, Rafael Eleuterio Rey, bispo-auxiliar de Mendoza, foi transferido para a Diocese de Zárate-Campana de 18 de dezembro de 1991 e tomou posse em 21 de Março de 1992. Tal como o seu antecessor renunciou por motivos de saúde em 3 de fevereiro de 2006.
Oscar Sarlinga, bispo-auxiliar de Mercedes-Luján, foi anunciado como novo bispo diocesano de Zárate-Campana pelo Papa Bento XVI no mesmo dia da renúncia de Rafael Rey, assumindo o cargo em 18 de fevereiro de 2006  Renunciou ao governo da Diocese em 1 de novembro de 2015, após uma comissão instaurada pelo Papa Francisco o investigar por dois anos. 
Em 3 de novembro do mesmo ano, o Papa nomeou o Mons. Pedro María Laxague, bispo-auxiliar de Bahía Blanca, como sucessor de Dom Oscar. Mons. Laxague tomou posse como bispo diocesano em 19 de dezembro de 2015.

## Prelados

### Bispos Diocesanos
|                | Nome                           | Período    | Notas  |
| Bispos         | Bispos                         | Bispos     | Bispos |
| -------------- | ------------------------------ | ---------- | ------ |
| 4º             | Pedro María Laxague            | 2015-atual |        |
| 3º             | Oscar Domingo Salinga          | 2006-2015  |        |
| 2º             | Rafael Eleuterio Rey           | 1991-2006  |        |
| 1º             | Alfredo Mario Espósito, C.M.F. | 1976-1991  |        |
| Bispo-auxiliar |                                |            |        |
|                | Justo Rodríguez Gallego        | 2020-atual |        |

## Território
Além de Campana, a Diocese de Zárate-Campana abrange mais seis partidos da Província de Buenos Aires:

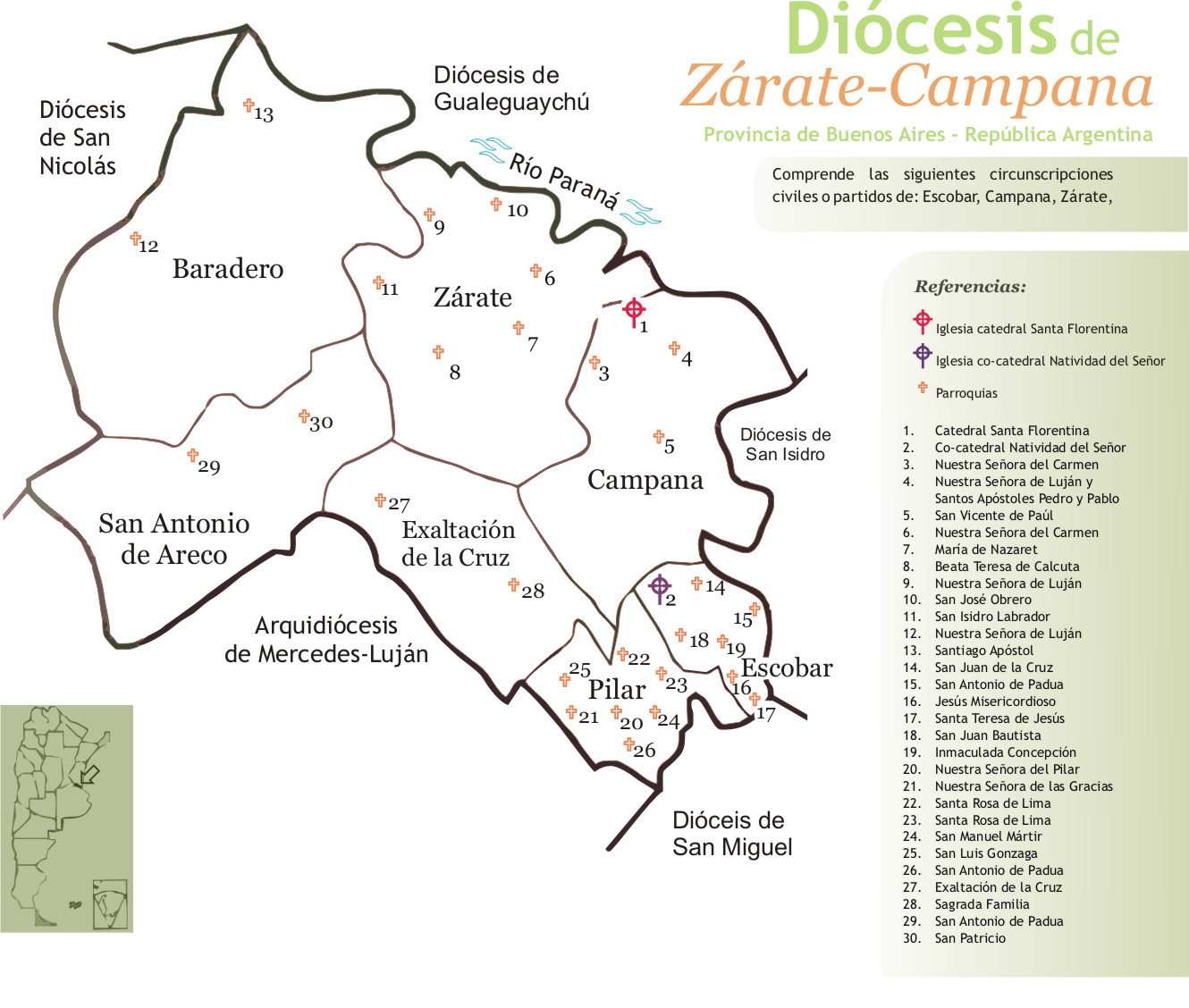
Área territorial da Diocese.

- Baradero
- Escobar
- Exaltación de la Cruz
- Pilar
- San Antonio de Areco
- Zárate